# Bieniaskie Jezioro
Bieniaskie Jezioro (niem. Banner See) – jezioro położone koło wsi Bieniasze, na zachód od tej wsi. Powierzchnia jeziora - 9,64 ha, lustro wody położone na wysokości 117,2 m n.p.m.